# Carlos Seixas

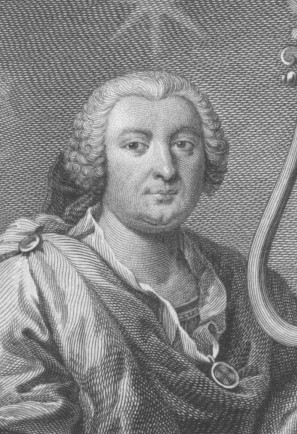
Retrato de Carlos Seixas.

José Antonio Carlos de Seixas (Coímbra, 11 de junio de 1704-Lisboa, 25 de agosto de 1742) fue un compositor, organista y clavecinista portugués del Barroco.

## Vida
Hijo de Francisco Vaz y de Marcelina Nunes, Carlos Seixas estudió con su padre y pronto lo sustituyó como organista de la Catedral de Coímbra, cargo de gran responsabilidad que ejerció durante dos años. En 1720 partió a Lisboa, momento en que la corte portuguesa era una de las más dispendiosas de Europa con la actividad musical. Un año más tarde, en la corte lisboeta, acudió como Maestro de la Capilla Real el napolitano Domenico Scarlatti, que compartió afanes musicales con Seixas durante un lustro, de lo que resultó una influencia mutua muy provechosa. 
Solicitado como profesor de música por familias nobles de la corte, fue nombrado organista de la Catedral Patriarcal y Vice-maestro de la Capilla Real. En la capital se destacó como organista, clavecinista y compositor de gran valía. Con este trabajo mantuvo a su familia de cinco hijos y adquirió algunas casas cercanas a la sede catedralicia. Murió el 25 de agosto de 1742 ya siendo Maestro de la Capilla Real tras la marcha de Scarlatti a España en 1726.

## Obra
Las creaciones de Carlos Seixas poseen elegancia, suavidad e inspiración melódica. Su fraseado es de carácter irregular y asimétrico y su lenguaje armónico es claro. Sus obras se encuentran en la Biblioteca General de la Universidad de Coímbra, en la Biblioteca Nacional de Lisboa y en la Biblioteca de Ajuda.
En lo que concierne a la composición, Carlos Seixas fue uno de los mayores compositores portugueses para música de tecla. Creó escuela en Portugal cultivando un estilo propio con influencias de la música italiana y francesa, que fue imitado durante algún tiempo después de su muerte.
La obra de Seixas es, en gran medida, resultado de los ambientes en que se compuso. Como organista de la Capilla de la Sede Patriarcal tenía la posibilidad de tocar, antes y después de la misa, una pieza a solo que podía ser una tocata o una sonata (ritual común en todas las catedrales de práctica católica). En aquel momento había una preferencia por las piezas de estilo vistoso y brillante. En otras partes de la ceremonia religiosa, el organista podía tocar e incluso improvisar en lugares que admitieran un solo instrumental. De esta forma, los compositores aprovechaban para dar a conocer sus composiciones o su habilidad para la improvisación. Es un hecho que las sonatas de Seixas fueron tocadas en iglesias, al menos las de carácter religioso. 
Por otro lado, Carlos Seixas acompañaba al clave las fiestas cortesanas musicales en los sitios reales o en algunas casas nobles. En estos eventos tenía también la oportunidad de tocar como solista, aprovechando para tocar sus sonatas, con el objetivo de ser reconocido como concertista y compositor. Además de sus ocupaciones en la Capilla Real y la Corte, Seixas se dedicó a la enseñanza de música. Esta faceta lo obligaba a tener material didáctico diversificado, variando de alumno en alumno, en consonancia con el grado y las capacidades de cada uno, y los distintos instrumentos de teclado que poseían. 
La presencia del temperamento lusitano es una constante de sus composiciones. La evolución de la estructura bipartita de la sonata para tecla hacia la estructura tripartita está presente en las sonatas de Carlos Seixas, lo que constituye una anticipación de la forma de la sonata clásica.
Una gran parte de su obra se perdió, probablemente en el terremoto de Lisboa de 1755: 

### Obra coral
- Tantum ergo
- Ardebat vincentius
- Conceptio gloriosa
- Gloriosa virginis Mariae
- Hodie mobis caelorum
- Sicut cedrus
- Verbum caro
- Dythyrambus in honorem et laudem Div. Antonii Olissiponensis.

### Obra instrumental
- Obertura en Re
- Concerto en La
- Sinfonía em Sib
- Compuso también alrededor de 100 sonatas propias y en torno a 16 atribuidas.

### Discografía
- Keitil Haugsand; Norwegian Baroque Orchestra, Concierto para clave em La, Sinfonía en Sib, Sonatas para clave, VirginVeritas.
- Keitil Haugsand; Norwegian Baroque Orchestra, Missa, Dixit Dominus, Tamtum Ergo, Sonatas para órgano, Virgin-Veritas.
- János Sebestyén; János Rolla; Orquesta de Cámara Ferenc Liszt, Concierto para clave em La, Sinfonía en Sib, Obertura en Ré, Concierto en Sol (atribuido), Strauss/PortugalSom.
- Rui Paiva, 12 sonatas para clave, Philips.
- Manuel Morais, Segréis de Lisboa, José Luis González Uriol, Portugaler.
- Alessandro Scarlatti, Carlos Seixas, varios. Sophie Yates Chandas; CHAN.
- Seixas, Carlos, Harpischord Sonatas por Robert Woolley.
- Seixas, Carlos, Harpischord Sonatas por Débora Halász.
- Seixas, Carlos: Música Sacra; Manuell Morais, Segréis de Lisboa, Coral Lisboa Cantat, Portugaler.